# Francesco Villamena
Francesco Villamena, né en 1566 à Assise (Italie) et mort le 6 juillet 1625 à Rome, est un graveur italien qui s'est fait remarquer par ses gravures de reproduction d'œuvres d'art renommées et de scènes de genre plus banales.
Formé par Cornelis Cort, de par son invention pittoresque et populaire, il a inspiré Jacques Callot ainsi que Claude Mellan qui a étudié ses œuvres.

## Biographie
Il a été l'élève de Cornelis Cort à Rome. 

## Œuvres
- Vision de saint François (1588),
- Le Jardinier (vers 1600),
- Le Vendeur d'encre (vers 1600)
- le Vendeur de châtaignes grillées (1601), British Museum, Londres
- La baruffa di Bruttobuono (Bataille de rue à Rome) (1601), Gabinetto nazionale delle stampe, Rome.
- 20 épisodes  des peintures des loges vaticanes de Raphaël, in La Sacra Genesi figurate da Rafaele d’Urbino nelle Logge Vaticane, intagliata da Francesco Villamena (Rome, entre 1593 and 1621)
- Illustrations d'un ouvrage de Vignole :  Regola delli cinque ordini d’architettura. Rome, G.-B. De Rossi, (« raccolte et poste in luce da Francesco Villamena l’anno 1617 »). Rome